# Seal Island (Namibia)
Seal Island (deutsch Robbeninsel bzw. Seehundsinsel) ist eine südatlantische Felseninsel in der nördlichen Lüderitzbucht in Namibia und Teil der Penguin Islands. Die Insel liegt 950 Meter nördlich der Pinguininsel. Einen Kilometer nordöstlich der Seal Island liegt die zwei Hektar kleine Flamingoinsel, die nicht mehr zu den Pinguininseln gezählt wird und die nur 50 Meter vom Festland entfernt ist.
Die Insel ist 1300 Meter lang und bis zu 540 Meter breit. Die Fläche beträgt 0,44 Quadratkilometer. Damit ist die Seal Island nach Possession Island die zweitgrößte Insel der Pinguininseln. In einer rundlichen Kuppe erreicht sie die Höhe von 43 Metern.
Auf der Insel leben viele Robbenarten. Es bevölkern aber auch Pinguine, Südafrikanische Seebären und Möwen die Insel.
Die Insel ist Teil des Meob-Chamais Meeresschutzgebietes.